# Anatolij Lunatjarskij
Anatolij Vasiljevitj Lunatjarskij (russisk: Анато́лий Васи́льевич Лунача́рский, tr. Anatólij Vasíljevitj Lunatjárskij; født 23. november 1875, død 26. december 1933) var en sovjetisk politiker og forfatter. Som folkekommissær for undervisningsvæsenet 1917–1929, forsøgte han at bygge bro mellem marxismen, videnskabsmænd og kulturpersonligheder fra tiden før oktoberrevolutionen. Han skrev en mængde afhandlinger om bl.a. litteratur, teater, musik og kunst samt leverede tekster til en række teaterstykker. Blandt hans værker kan nævnes Faust og byen (1918), Oliver Cromwell (1920) og Foma Kampanella (1922). I 1933 blev han udnævnt til ambassadør i Spanien, men afgik ved døden på vej til Madrid.